# Kyo (Band)
Kyo ist eine französische Rockgruppe der späten 1990er- und frühen 2000er-Jahre.

## Geschichte
Die vier Bandmitglieder aus dem Département Yvelines kennen sich bereits aus der Schulzeit, als sie ihre gemeinsame Vorliebe für Rockmusik im Stil von Nirvana, Pearl Jam oder Rage Against the Machine erkannten. Nach und nach gaben sie mehrere Konzerte an Schulen und in der Region um Paris. 1997 trafen sie bei einem Musikwettbewerb ihren Manager Yves-Michel Aklé, der ihnen zu einem Plattenvertrag bei Sony BMG verhalf.
Im März 2000 erschien ihr erstes Album Kyo, das aber nur einen bescheidenen Erfolg verzeichnete. Außerdem traten sie als Vorgruppe von Indochine, David Hallyday und Placebo auf. Anfang 2003 erschien ihr zweites Album Le chemin, das sich über 600.000-mal verkaufte und ihnen endlich den Durchbruch verschaffte.
Im Januar 2004 wurden sie für ihren Erfolg gleich vierfach bei den NRJ Music Awards geehrt. Im Dezember desselben Jahres erschien ihr drittes Album 300 lésions, das bereits nach einer Woche Goldstatus erreichte. Die Vorabsingle Contact verbuchte ebenfalls Erfolge in der teils französischsprachigen Schweiz. Ende 2005 kündigte Kyo den Fans gegenüber an, vorläufig eine Pause einlegen zu wollen, bis ihr viertes Album, dessen eigentliche Veröffentlichung für 2008 vorgesehen war, fertiggestellt wurde. Bis dahin widmeten sich die Bandmitgliedern eigenen Projekten.
2006 komponierten und spielten sie das Lied L’or de nos vies für Fight Aids Monaco.
Derweil schrieb Sänger Benoît Lieder für die französischen Sänger Thierry Amiel (L’amour en face) und Emmanuel Moire (Le sourire).
2007 arbeiteten sie jeder an ihren eigenen Projekten im neuen Studio der Band. Ben und Flo gründeten darauf eine eigene Band, Empyr, mit befreundeten Musikern der Bands Watcha, Pleymo und Vegastar und veröffentlichten am 12. Mai 2008 ihr erstes Album The Peaceful Riot.

## Diskografie

### Alben
| Jahr | Titel Musiklabel                    | Höchstplatzierung, Gesamtwochen, AuszeichnungChartplatzierungen (Jahr, Titel, Musiklabel, Platzierungen, Wochen, Auszeichnungen, Anmerkungen) | Höchstplatzierung, Gesamtwochen, AuszeichnungChartplatzierungen (Jahr, Titel, Musiklabel, Platzierungen, Wochen, Auszeichnungen, Anmerkungen) | Höchstplatzierung, Gesamtwochen, AuszeichnungChartplatzierungen (Jahr, Titel, Musiklabel, Platzierungen, Wochen, Auszeichnungen, Anmerkungen) | Anmerkungen                                                   |
| Jahr | Titel Musiklabel                    | FR | BEW | CH | Anmerkungen                                                   |
| ---- | ----------------------------------- | --- | --- | --- | ------------------------------------------------------------- |
| 2000 | Kyo Jive Records (Zomba)            | FR71 (6 Wo.)FR | BEW75 (1 Wo.)BEW | — | Erstveröffentlichung: 6. März 2000 Charteinstieg FR/BEW: 2004 |
| 2003 | Le chemin Jive Records (SME)        | FR2 Diamant + Gold (Re-Release) · (151 Wo.)FR                                                                                                 | BEW1 Platin · (82 Wo.)BEW | CH10 Platin · (79 Wo.)CH | Erstveröffentlichung: 13. Januar 2003                         |
| 2004 | 300 lésions Jive Records (SME)      | FR1 Platin · (80 Wo.)FR | BEW1 Gold · (48 Wo.)BEW | CH2 Gold · (16 Wo.)CH | Erstveröffentlichung: 28. Dezember 2004                       |
| 2007 | Best of Jive Records (SME)          | — | BEW38 (7 Wo.)BEW | — | Erstveröffentlichung: 17. Dezember 2007 Kompilation           |
| 2014 | L’équilibre Jive/Epic (SME)         | FR2 Platin · (57 Wo.)FR | BEW3 (56 Wo.)BEW | CH20 (7 Wo.)CH | Erstveröffentlichung: 24. März 2014                           |
| 2017 | Dans la peau Jive/Epic (SME)        | FR33 (14 Wo.)FR | BEW19 (24 Wo.)BEW | CH58 (2 Wo.)CH | Erstveröffentlichung: 8. Dezember 2017                        |
| 2021 | La part des lions RCA Records (SME) | FR16 (8 Wo.)FR | BEW10 (11 Wo.)BEW | CH85 (1 Wo.)CH | Erstveröffentlichung: 26. November 2021                       |

### Singles
| Jahr | Titel Album                  | Höchstplatzierung, Gesamtwochen, AuszeichnungChartplatzierungen (Jahr, Titel, Album, Platzierungen, Wochen, Auszeichnungen, Anmerkungen) | Höchstplatzierung, Gesamtwochen, AuszeichnungChartplatzierungen (Jahr, Titel, Album, Platzierungen, Wochen, Auszeichnungen, Anmerkungen) | Höchstplatzierung, Gesamtwochen, AuszeichnungChartplatzierungen (Jahr, Titel, Album, Platzierungen, Wochen, Auszeichnungen, Anmerkungen) | Anmerkungen                                                  |
| Jahr | Titel Album                  | FR | BEW | CH | Anmerkungen                                                  |
| ---- | ---------------------------- | --- | --- | --- | ------------------------------------------------------------ |
| 2002 | Le chemin                    | FR12 Gold · (31 Wo.)FR | BEW4 (22 Wo.)BEW | CH14 (24 Wo.)CH | featuring Sita                                               |
| 2003 | Dernière danse Le chemin     | FR6 Gold · (28 Wo.)FR | BEW4 (21 Wo.)BEW | CH14 (22 Wo.)CH |                                                              |
| 2003 | Je cours Le chemin           | FR20 (… Wo.)FR | BEW8 (17 Wo.)BEW | CH41 (17 Wo.)CH |                                                              |
| 2004 | Je saigne encore Le chemin   | FR13 (21 Wo.)FR | BEW12 (11 Wo.)BEW | CH39 (16 Wo.)CH | Erstveröffentlichung: 12. Januar 2004                        |
| 2005 | Contact 300 lésions          | FR8 (16 Wo.)FR | BEW11 (8 Wo.)BEW | CH37 (8 Wo.)CH | Erstveröffentlichung: 24. Januar 2005                        |
| 2005 | Sarah 300 lésions            | FR33 (18 Wo.)FR | BEW31 (5 Wo.)BEW | CH65 (6 Wo.)CH | Erstveröffentlichung: 16. Mai 2005                           |
| 2014 | Le graal L’équilibre         | FR11 (42 Wo.)FR | BEW17 (18 Wo.)BEW | — | Erstveröffentlichung: 27. Januar 2014                        |
| 2014 | L’équilibre                  | FR44 (2 Wo.)FR | — | — | Erstveröffentlichung: 27. Januar 2014                        |
| 2017 | Ton mec Dans la peau         | FR34 (15 Wo.)FR | BEW34 (8 Wo.)BEW | — | Erstveröffentlichung: 15. September 2017                     |
| 2021 | Mon époque La part des lions | — | BEW28 (9 Wo.)BEW | — | Erstveröffentlichung: 23. November 2021                      |
| 2022 | Stand Up La part des lions   | — | BEW42 (4 Wo.)BEW | — |                                                              |
| 2023 | Dernière danse –             | FR32 Platin · (31 Wo.)FR | — | — | Erstveröffentlichung: 23. Juni 2023 featuring Cœur de Pirate |

Weitere Singles
- 2000: Il est temps
- 2001: Je n’veux pas oublier

### Boxsets
| Jahr | Titel           | Höchstplatzierung, Gesamtwochen, AuszeichnungChartplatzierungen (Jahr, Titel, Platzierungen, Wochen, Auszeichnungen, Anmerkungen) | Höchstplatzierung, Gesamtwochen, AuszeichnungChartplatzierungen (Jahr, Titel, Platzierungen, Wochen, Auszeichnungen, Anmerkungen) | Höchstplatzierung, Gesamtwochen, AuszeichnungChartplatzierungen (Jahr, Titel, Platzierungen, Wochen, Auszeichnungen, Anmerkungen) | Anmerkungen |
| Jahr | Titel           | FR | BEW | CH | Anmerkungen |
| ---- | --------------- | --- | --- | --- | ----------- |
| 2003 | Le chemin / Kyo | FR106 (10 Wo.)FR | — | — |             |

## Auszeichnungen
- NRJ Music Awards
  - Bestes französischsprachiges Lied (2004)
  - Bestes französischsprachiges Album (2004)
  - Beste französischsprachige Band (2004)
  - Bester Internetauftritt (2004)

- Victoires de la musique (französischer Musikpreis)
  - Groupe révèlation de l’année (2004)
  - Groupe révèlation scène de l’année (2004)

- MTV Europe Music Awards
  - Französische Musikgruppe des Jahres (2004)